# Ајланд Сити (Орегон)
Ајланд Сити (енгл. Island City) град је у америчкој савезној држави Орегон.

## Демографија
По попису из 2010. године број становника је 989, што је 73 (8,0%) становника више него 2000. године.
| Група             | 2000.       | 2010.       |
| Белци             | 859 (93,8%) | 915 (92,5%) |
| Афроамериканци    | 2 (0,2%)    | 1 (0,1%)    |
| Азијати           | 7 (0,8%)    | 5 (0,5%)    |
| Хиспаноамериканци | 19 (2,1%)   | 34 (3,4%)   |
| Укупно            | 916         | 989         |